# الساندرو پدرونی
الساندرو پدرونی (انگلیسی: Alessandro Pedroni؛ زادهٔ ۳۰ ژانویهٔ ۱۹۷۱) بازیکن فوتبال اهل ایتالیا است.
از باشگاه‌هایی که در آن بازی کرده‌است می‌توان به باشگاه فوتبال اینتر میلان، باشگاه فوتبال تورینو، باشگاه فوتبال کرمونزه، باشگاه فوتبال مونتسا، باشگاه فوتبال یو. اس. پرگولیتزه، و باشگاه فوتبال وارزه اشاره کرد.